# Antonin Novotný
Antonín Novotný (10. december 1904–28. januar 1975) var præsident i Tjekkoslovakiet fra 1957 til 1968 og generalsekretær i Det tjekkoslovakiske kommunistparti fra 1953 til 1968.
Antonín Novotný blev medlem af kommunistpartiet i 1921. Som følge af hans arbejde i modstandsbevægelsen under 2. verdenskrig blev han arresteret i 1941 og sat i Mauthausen koncentrationslejren, hvor han tjenestegjorde som Kapo, frem til han blev løsladt af amerikanske styrker 5. maj 1945.
Han gjorde karriere i kommunistpartiet efter krigen og blev udnævnt til førstesekretær (generalsekretær) i 1951, men trak sig fra stillingen. Men da Rudolf Slánský blev presset ud af denne stilling to år senere, efterfulgte Novotný ham og blev i realiteten den øverste politiske leder i Tjekkoslovakiet, da præsident Klement Gottwald døde samme år. Han blev genvalgt i 1958 og 1964, og fra 1957 var han i tillæg præsident i landet efter præsident Antonín Zápotocký døde dette år.
Mens Zápotocký og statsminister Viliam Široký ønskede mere liberalt styre, kunne Novotný udmanøvrere disse, da han havde Sovjetunionens støtte.
Hans strenge, autoritære regime mødte stadig større folkelig modstand, men han holdt sig på magten helt frem til januar 1968, da han blev tvunget til at trække sig og Alexander Dubček overtog som partisekretær. Statsminister Jozef Lenárt fungerede nogle få dage som præsident, før stillingen blev overtaget af Ludvík Svoboda. Dette udløste Foråret i Prag.
| Biografi | Spire Denne biografi er en spire som bør udbygges. Du er velkommen til at hjælpe Wikipedia ved at udvide den. |